# Eric Burdon
Eric Victor Burdon (Walker, Newcastle upon Tyne, Tyne and Wear, Inglaterra, 11 de mayo de 1941) es un cantante y compositor británico de blues, rhythm and blues y rock. Se hizo famoso como líder de The Animals y del grupo de funk rock War, antes de iniciar su carrera como solista. Ha sido incluido por Rolling Stone en el puesto 57.º de su lista de los 100 mejores cantantes de todos los tiempos.

## Biografía
Eric Burdon nació en 1941 en Walker, Newcastle en Tyne, Inglaterra. Su padre, Matt, era originario de Tyneside. Su madre Rene, era originaria de Irlanda y se mudó a Escocia antes de asentarse en Newcastle en la década de 1930s. Él tuvo una hermana menor, Irene.
Fue miembro fundador y vocalista de The Animals, banda originalmente formada en Newcastle en los primeros años sesenta. Burdon cantó muchos clásicos de los Animals como "The House of the Rising Sun", "Good Times", "Don't Let Me Be Misunderstood", "Bring It On Home to Me" y "We Gotta Get Out of this Place". 
El tecladista Alan Price y el baterista John Steel, miembros originales de Animals, abandonaron la banda y fueron reemplazados por Dave Rowberry y Barry Jenkins, respectivamente. En 1966, los miembros restantes Chas Chandler y Hilton Valentine se fueron del grupo, excepto Barry Jenkins y Burdon y la banda cambió su nombre por el de Eric Burdon and the Animals.                                                     
A este grupo se le unieron el futuro miembro de Family John Weider y el futuro guitarrista de The Police Andy Summers. Este grupo tuvo éxitos con canciones como "When I Was Young", "Sky Pilot" y "Monterey". Esta unión duró hasta 1969, tuvo grandes cambios en la formación y cambió su nombre Eric Burdon and the Animals por el de Eric Burdon and the New Animals. 
Cuando los New Animals se fueron, Burdon unió fuerzas con el grupo funky de Los Ángeles War. El álbum Eric Burdon Declares War creó clásicos como "Spill The Wine" y "Tobacco Road". En 1971 Burdon empezó su carrera en solitario, recordando como un gran éxito, "To love Somebody" composición original de los hermanos Gibb (The Bee Gees).
Burdon se volvió a unir con los otros Animals originales en 1976 y 1983, pero esta unión acabó pronto. Aun así, en la reunión de 1983 se publicó el sencillo The Night, que había sido ignorado en las listas de ventas. Burdon dirigió a unos cuantos grupos llamados Eric Burdon Band o alguna variación parecida, con constantes cambios en la formación. 
Su popularidad se hizo más fuerte en la Europa continental que en el Reino Unido o en los Estados Unidos. Hoy en día continúa grabando y dando conciertos, en solitario o al frente de otra versión de Eric Burdon and the Animals. En 1990, un nuevo Eric Burdon and the Animals grabó una versión del sencillo Sixteen Tons, de Merle Travis, para la película Joe contra el volcán, en cuyos créditos iniciales apareció.

## Versiones
El cantante de heavy metal Ozzy Osbourne incluyó un cover de su canción Good Times en el disco Under Cover, junto con otros 13 temas (no todos de Eric Burdon).

## Discografía
- The Animals  – 1964
- The Animals On Tour – 1965
- Animal Tracks – 1965
- Animalisms – 1966
- Animalization – 1966
- Animalism – 1966
- Eric Is Here – 1967
- Winds of Change – 1967
- The Twain Shall Meet – 1968
- Every One of Us – 1968
- Love Is – 1968
- Eric Burdon Declares "War" – 1970
- The Black Man's Burdon  – 1970
- Guilty! – 1971
- Sun Secrets – 1974
- Stop – 1975
- Love Is All Around – 1976
- Before We Were So Rudely Interrupted – 1977
- Survivor – 1977
- Darkness Darkness – 1980
- The Last Drive – 1980
- Comeback – 1982
- Ark – 1983
- Power Company – 1983
- I Used To Be An Animal – 1988
- Lost Within The Halls of Fame – 1995
- My Secret Life – 2004
- Soul of a Man – 2006
- 'Til your River Runs Dry – 2013